# 바람의 나라 (뮤지컬)
《바람의 나라》는 김진의 만화 《바람의 나라》를 원작으로 서울예술단이 제작한 대한민국의 창작 뮤지컬이다. 12억원의 제작비가 투입되어 2001년에 예술의 전당 오페라 극장에서 초연되었으나 당시 큰 성공을 거두지는 못했다. 김광보 연출의 초연 이후 2006년부터 2009년까지 이지나가, 2011년에는 유희성이 연출을 맡았다.

## 구성
2001년 공연이 <자명고>라는 부제 하에 호동 왕자와 낙랑공주를 소재로 비극적인 사랑을 주제로 했다면, 2006년부터는 고구려 제3대 왕인 대무신왕(무휼)을 중심으로 그렸다.

원작자로서 초연 때부터 극본 각색과 작사에 참여해왔던 김진은 무휼의 인생을 그린 1부, 부여와의 싸움을 그린 2부, 낙랑과의 싸움을 그린 3부작을 기획했는데 2006년과 2007년 공연은 그 중 1부에 해당한다. 2011년 공연은 3부를 담아낸 것으로 호동에게 초점을 맞추고 부제도 '호동'으로 달았다.

## 출연진

### 2001년 - 호동편
- 호동 - 송영두, 안근호
- 대무신왕 - 박철호, 민영기
- 이지 - 고미경, 정유희
- 추발소 - 임철형
- 을두지/고구려대장 - 배성일
- 송옥구 - 금승훈
- 사비 - 박화요비, 김선영
- 최리 - 유희성
- 충 - 박석용
- 운 - 박완규

### 2006년 - 무휼편
- 무휼 - 고영빈, 김산호
- 해명 - 김법래, 홍경수
- 마로 - 김백현, 이종한
- 구신 - 임춘길, 배성일
- 호동 - 조정석
- 이지 - 도정주
- 연 - 유나영 ㆍ황지온
- 세류 - 신영숙
- 괴유 - 김영철
- 가희 - 이채경
- 혜압 - 고미경
- 병아리 - 심정완
- 연비 - 박석용
- 대소 - 박원묵

### 2007년 - 무휼편
- 무휼 - 고영빈
- 해명 - 홍경수
- 호동 - 김호영
- 이지 - 도정주
- 연 - 김혜원, 여정옥
- 세류 - 신영숙
- 괴유 - 김산호, 문예신
- 가희 - 이채경

### 2009년 - 무휼편
- 무휼 - 고영빈, 금승훈
- 해명 - 홍경수, 양준모, 임병근
- 호동 - 김태훈
- 괴유 - 김산호, 박영수
- 이지 - 도정주, 김은혜
- 연 - 김혜원, 유경아
- 가희 - 여정옥
- 병아리 - 심정완
- 혜압 - 고미경
- 세류 - 김보영
- 배극 - 이종한
- 대소 - 최정수
- 새타니 - 김은혜, 하선진
- 연비 - 박석용
- 마로 - 김백현
- 하얀사녀 - 정유희

### 2011년 - 호동편
- 호동 - 임병근, 윤현민
- 사비 - 임혜영, 하선진
- 충 - 이경준
- 운 - 박성환, 박영수
- 최리 - 박석용
- 무휼 - 최정수
- 이지 - 도정주
- 선우 - 김혜원
- 청룡 - 형남희
- 봉황 - 정홍섭
- 사방신 - 금승훈, 고미경, 정유희

### 2014년 - 무휼편
- 무휼 - 고영빈
- 해명 - 최인형, 이시후
- 호동 - 지오
- 괴유 - 박영수, 조풍래
- 이지 - 김건혜
- 연 - 유경아
- 가희 - 하선진
- 병아리 - 김혜원
- 혜압 - 고미경
- 세류 - 차엘리야
- 새타니 - 박정은
- 마로 - 김백현

## 스태프
- 작사 : 정영(2001~2009), 박인선(2011), 김진(2011)
- 작곡/편곡 : 이동준(2001), 이시우(2006~2009), 데니악 바르탁(2011)
- 대본 : (원작/1차 각색)김진, (2차 각색)이지나(2006~2009)
- 연출 : 김광보(2001), 이지나(2006~), 유희성(2011)
- 안무 : 안애순(2001~2009), 장은정(2011)
- 무대디자인 : 오윤균(2001), 이유정(2006~2009), 정승호(2011)
- 조명디자인 : 김창기(2001), 구윤영(2006~2009), 민경수(2011)
- 의상디자인 : 황연희(2001), 홍미화(2006~2009), 김영지(2011)
- PD: 방원식